# Koebanbruggenhoofd
Het Koebanbruggenhoofd (Duits: Kuban-Brückenkopf of Gotenkopfstellung) was een Duitse positie op het schiereiland Taman in zuidwestelijk Rusland, tussen de Zee van Azov en de Zwarte Zee. Het bruggenhoofd werd gevormd in februari 1943 nadat de Duitsers uit de Kaukasus waren verdreven. De zwaar versterkte positie was bedoeld als uitvalsbasis voor de Wehrmacht, die zou worden gebruikt om aanvallen in de richting van de oliebronnen van de Kaukasus te hernieuwen. Het bruggenhoofd werd geëvacueerd toen het Rode Leger de Panther-Wotanlinie in Oekraïne overschreed, waardoor een evacuatie van de Duitse troepen over de Straat van Kertsj naar de Krim noodzakelijk werd. Deze evacuatie was op 9 oktober 1943 afgesloten.

## Inleiding en samenvatting
Operatie Fall Blau, gelanceerd 28 juni 1942, werd uitgevoerd door Legergroep Zuid (Heeresgruppe Süd), verdeeld in Legergroepen A en B, waarbij de eerste deel nam aan de Slag in de Kaukasus. De Duitse situatie, met name die van Legergroep B gecentreerd op Stalingrad, begon zich sterk te verslechteren naar aanleiding van de omsingeling van het 6e leger in Stalingrad. Toen Legergroep B begon in te storten in het noorden in november 1942, dreigde Legergroep A al snel te worden geflankeerd. Het werd gedwongen om zijn taak van het veiligstellen van de olievelden van de Kaspische regio op te geven, en begon zich terug te trekken. Het 1e Duitse pantserleger richting Rostov en het 17e Duitse leger langs de Terek in de richting van de Zwarte Zee en de Krim. Het 17e leger, onder bevel van General der Infanterie Richard Ruoff, construeerde een defensieve positie tegenover de Koebanrivierdelta op het schiereiland Taman, die werd voltooid in februari 1943. De hoofdverdedigingslinie liep van Novorossiejsk naar het noorden, dwars over het schiereiland. Bestaande uit 5 verdedigingslinies, was de totale diepte van het verdedigingsgebied ongeveer 60 km. Duitse troepen, verplaatsend van posities langs de rivier de Terek, bezetten het nieuwe defensieve netwerk in februari 1943, terwijl ze voortdurend aangevallen werden door het Rode Leger. Het bruggenhoofd was oorspronkelijk bedoeld om een uitvalsbasis voor toekomstige pogingen om de controle over de Kaspische olievelden te krijgen. Maar in september 1943, toen de Duitse situatie aan het Oostfront bleef verslechteren, werd evacuatie onvermijdelijk.

## De algemene situatie en de weg naar de vorming van het bruggenhoofd

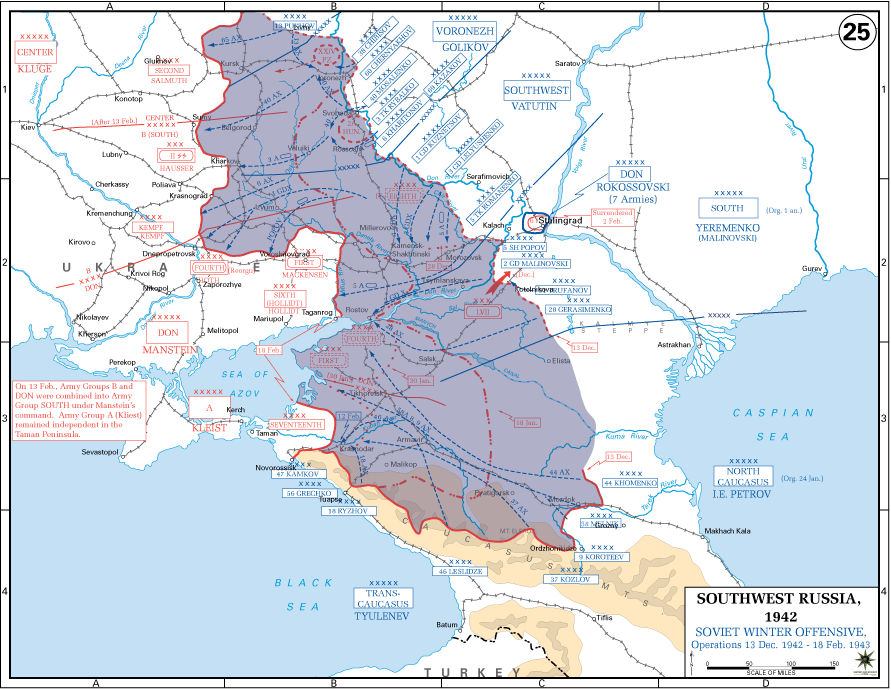
Het Russische offensief van 13 december 1942 tot 13 februari 1943

Operatie Fall Blau, gelanceerd 28 juni 1942, was het tweede zomeroffensief van de Wehrmacht in de Sovjet Unie. De operatie verliep voorspoedig, en in beide hoofdaanvalsrichtingen – Stalingrad en Kaukasus – werden grote afstanden afgelegd. Maar er was iets veranderd ten opzichte van de veldtocht in 1941: de Russen trokken zich terug en werden niet meer en masse omsingeld en gevangen genomen. In de herfst liep het offensief vast. Legergroep B probeerde Stalingrad in te nemen, maar slaagde daar, ondanks massale inzet van middelen, niet in. Een klein deel van de stad bleef in handen van het Rode Leger. Legergroep A liep zich eigenlijk vast in de weidsheid van de Kaukasus en had te weinig middelen om een vuist te maken. Op 21 augustus plaatsten troepen van de Duitse 1. Gebirgs Divisie de Reichskriegsflagge op de top van de berg Elbroes, de hoogste berg in de Kaukasus en Europa. Op 11 september werd Novorossiesjk nog ingenomen, maar het 17e leger was niet meer in staat om Toeapse in te nemen. Eind september was de opmars volledig stilgevallen.
Op 19 november 1942 lanceerde het Rode Leger Operatie Uranus en omsingelde binnen enkele dagen het Duitse 6e leger plus delen van het 4e pantserleger. Het Duitse Oostfront in het zuiden wankelde en de Wehrmacht was overal in de verdediging en op de terugtocht. De ontzettingsoperatie van het 6e leger door het 4e pantserleger (Operatie Wintergewitter) mislukte en daarmee werd het 6e leger definitief opgegeven. Het Rode Leger begon vervolgens deel 2 van hun offensief, Operatie Kleine Saturnus. Deze operatie was bedoeld om de Wehrmacht definitief te verjagen tot aan Charkov en Rostov. Begonnen op 16 december 1942, werden al snel grote vorderingen gemaakt richting Rostov. Als het Rode Leger in staat bleek Rostov in te nemen, dan zou Legergroep A volledig afgesloten zijn en een tweede “Stalingrad” dreigde. Hitler had weinig keus en gaf uiteindelijk het bevel tot terugtrekking van Legergroep A uit de Kaukasus. Op 1 januari 1943 begonnen de eerste delen van het 1e pantserleger zich los te maken van de vijand en op 4 januari sloot (de linkervleugel van) het 17e leger zich aan bij de terugtrekkingsoperatie.

## Terugtrekking uit de Kaukasus en in het bruggenhoofd: januari-februari / april 1943

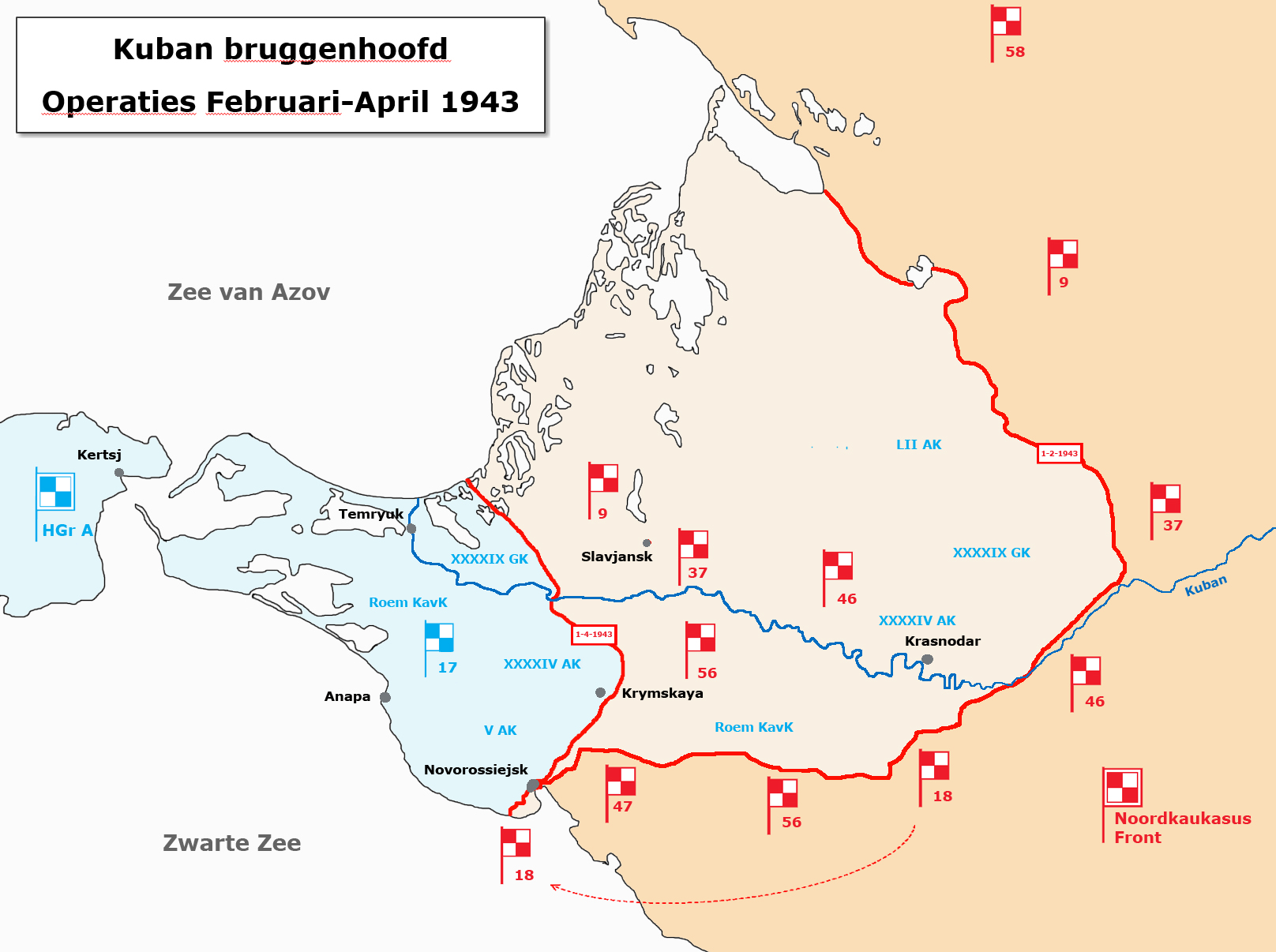
Frontlinies in Koebanbruggenhoofd van februari tot april 1943

De terugtrekking van het 1e pantserleger startte op 1 januari 1943, met als doel de Don-bruggen bij Rostov, zo’n 600–700 km ver weg. De Russische tegenstander, de Noordelijke Groep van het Transkaukische Front, viel meteen aan maar verloor toch snel de aansluiting door gebrekkige communicatie. Ruim 1 week later werd de eerste grote tussenlinie bereikt, de Koemalinie. De Russische druk werd groter. Gestaag ging de terugtocht verder. Gelukkig lukte het meer noordwaarts het 4e pantserleger de opmars van met name het Russische 2e gardeleger te vertragen. Dit gaf het 1e pantserleger voldoende ruimte. Op 27 januari kwam het 1e pantserleger onder bevel van Legergroep Don, daarmee het 17e leger alleen onder Legergroep A in het Koebangebied latend. Eindelijk, op 6 februari, staken de laatste eenheden van het 1e pantserleger de Don-bruggen over. Op dezelfde dag bereikte het 58e Russische leger de Zee van Azov bij Jeisk, daarmee de definitieve opsplitsing bewerkstelligend.
De terugtrekking van het 17e leger liep geheel anders. Haar rechtervleugel bleef voorlopig in stelling, terwijl de linkervleugel (het XXXXIXe bergkorps) langzaam meeboog met de 1e pantserleger. Tegenover het 17e leger bevond zich de Zwarte Zee Groep van het Transkaukische Front. Deze groep was duidelijk aanvallender ingesteld en bestookte het 17e leger voortdurend met kleine en grotere aanvallen. De stad Krasnodar was het belangrijkst in deze terugtrekbeweging. Het fungeerde eigenlijk als draaischijf. Het Russische commando zag dit ook in en probeerde met haar 56e leger de stad vanuit het zuiden in te nemen, om daarmee de uit de centrale Kaukasus komende Duitse troepen te snijden. Dankzij sterk verdedigend werk van het Duitse XXXXIVe korps werden alle aanvallen, hoewel moeizaam, afgeslagen. Op 31 januari staken de laatste Duitse troepen de rivier de Koeban over. Krasnodar zelf werd pas op 12 februari door de Russen veroverd.
Doordat de normale aanvoerroutes via Rostov afgesloten waren, had het 17e leger een probleem. De Straat van Kertsj was nog bevroren en de enige mogelijkheid tot bevoorrading was door de lucht, hetgeen natuurlijk begrensd was. Toch haalden de transportvliegtuigen het dubbele tonnage ten opzichte van de Stalingrad bevoorrading.
De druk van de Russische troepen bleef hoog en ze drukten het 17e leger steeds verder terug. Op 27 februari was er een crisis aan de noordflank. Het Russische 58e leger viel aan tussen Slavjansk en de kust, in het ondoorzichtige moeras- en lagune gebied van de Koebandelta. Na 6 dagen van harde gevechten werden alle Russen weer uit het gebied verdreven. Langzaam vormden zich de contouren van het Koebanbruggenhoofd. Tussen 10 en 16 maart probeerden de Russen bij Abinskaja door te breken, maar dit mislukte volkomen. De Russen staakten verdere aanvallen en tot 4 april was een voorlopig-definitieve verdedigingslinie ingenomen door het 17e leger.

## Russische landingen zuidelijk van Novorossiejsk en Duitse tegenaanvallen (Operatie Neptunus): februari-april 1943
Op 24 januari werd er door Stavka (het Russische opperkommando) een plan naar voren gebracht om het Duitse 17e leger in een tangbeweging te nemen en te vernietigen. De noordelijke tang werd gevormd door het 18e en 46e leger die noordelijk van Krasnodar moesten doorstoten. De zuidelijke tang kwam vanuit het gebied Novorossiejsk. Hier zou de hoofdstoot, direct noordelijk van deze havenstad door het 47e leger uitgevoerd worden. Een landing net zuidwestelijk van Novorossiejsk zou dit geheel versterken. De beide tangen zouden rond Krymskaya/Slawjansk samenkomen.
De aanval van het 47e leger startte op 26 januari, maar tot 3 februari was er eigenlijk geen vooruitgang geboekt, ondanks de overmacht.
Toch ging de landingsoperatie op 4 februari door. De Russische Zwarte Zeevloot zou het geheel ondersteunen met 2 kruisers, 7 torpedobootjagers en een verscheidenheid aan kleinere schepen. De troepen werden gevormd door de 83e en 255e Marine-infanteriebrigades en de 165e infanteriebrigade, verder versterkt met 563e onafhankelijke tankbataljon, uitgerust met 30 Amerikaanse Lend-Lease Stuarttanks. De landingsplaats was bij Ozereyka.

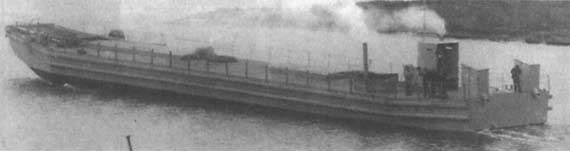
Bolinder landingsvaartuig zoals gebruikt bij Ozereyka

Slechte voorbereiding, weinig ervaring en veel fouten zorgden dat alles misging. Het bombardement van de Zwarte Zeevloot was slecht, van 6 kotters met 300 mariniers aan boord, werden er 2 tot zinken gebracht door goed gericht vuur van een Duitse kustbatterij. De 30 Stuarts waren aan boord van 3 Bolinders, platbodems voor binnenwateren. Eén zonk al voor de kust en de andere twee strandden ook te ver van het strand voor succesvol ontladen. Slechts 8 Stuarts konden aan land in actie komen met rond 1400 mariniers en andere manschappen. Rond 06.20 uur maakte de marine de keuze de landing af te breken, uit angst voor Duitse vliegtuigen. In de volgende 3 dagen werd deze landingsstrijdmacht door Roemeense en Duitse troepen langzaam vernietigd. Slecht 30 soldaten ontkwamen.
Maar er was nog een tweede landing, een afleidingsoperatie, uitgevoerd door 250 mariniers van de 255e Marine-infanteriebrigade onder bevel van majoor Kunikov bij Stanichka. Deze landing was wél succesvol en de Russen roken meteen hun kans. De rest van de Ozereyka strijdmacht werd daar aan land gebracht en in de volgende week nog 4 infanteriebrigades. Al snel had deze strijdmacht zich goed vastgezet en de Roemenen/Duitsers (enkele kleine voorhanden zijnde divisiereserves) waren niet in staat hen te verdrijven. Want al na 48 uur hadden de Russen 8000 man in het kleine bruggenhoofd geconcentreerd en na 72 uur zelfs 17.000 man. Maar ook de Russen konden niet uitbreken om het 47e leger te steunen met de aanval op Novorossiejsk.
De slecht voorbereide Duitse aanvallen maakten duidelijk: hier hielp alleen een groots opgezette aanval. Eind maart was eindelijk de Duitse 4e bergdivisie vrij gekomen. Deze divisie zou, samen met de 73e en 125e Duitse infanteriedivisie en de Roemeense 6e cavaleriedivisie het bruggenhoofd moeten vernietigen. Deze aanval stond bekend als Operatie Neptunus. Eindelijk, na meerdere keren uitstel, volgde de aanval op 17 april. Doel was de 448 meter hoge berg Myskhako. Na inname hiervan zou het bruggenhoofd onhoudbaar zijn. Maar de Russen hielden stand. Ondanks een grote Duitse troepenmacht van ervaren troepen, met heel sterke ondersteuning door de Luftwaffe, lukte het niet. En de verliezen aan beide zijden waren hoog. Zo ontwikkelde de strijd zich hier tot een stellingoorlog. Totaal 225 dagen in een bruggenhoofd dat uiteindelijk bekend werd als “Het Kleine Land” ofwel “Malaya Zembla”.

## Gevechten langs de frontlijn: april tot augustus 1943
Eind maart werd door het Russische Noord-Kaukasische Front een reorganisatie van de troepenmacht doorgevoerd, als voorbereiding voor hernieuwde, geconcentreerde aanvallen. Verse troepen en materieel werd aangevoerd. Het was duidelijk dat alleen een goed voorbereide aanval de sterke Duitse (eigenlijk Duits/Roemeense) verdediging kon breken. Doel was de “puist” bij Krymskaya. Het 56e leger viel aan met 6 divisies, ondersteund door tankeenheden, tegen het front van de Duitse 97e jägerdivisie, in de morgen van 4 april. Na 3 dagen van zware, maar niet succesvolle gevechten, groepeerden de Russen om. Tussen 14 en 16 april probeerden ze het weer, opnieuw zonder succes. Toen trad er een pauze op omdat beide partijen (met name in de lucht) zich concentreerden op de gevechten rond Myschako. Maar het 56e leger viel opnieuw aan op 29 april. En eindelijk, op 4 mei namen de Russen Krymskaya in. Deze gevechten duurden tot 10 mei.
De volgende poging volgde op 26 mei. Het Russische 56e en 37e leger vielen aan rond Kyevskoye en Moldovanskoye met 6 infanteriedivisies en 3 tankbrigades. De Duitse 101e jägerdivisie lag in het middelpunt. In 5 dagen lukte het de Russen slechts een 5 km diepe deuk in het front te maken en ze veroverden onder andere de beroemde Hill 121,4 (zie de film Cross of Iron). Tot 7 juni duurden de gevechten nog voort.
En nogmaals probeerden ze het op 16 juli in hetzelfde gebied. De net in het front gekomen verse 98e Duitse infanteriedivisie kreeg de grootste aanval te verduren, in 12 dagen verloor deze divisie 1767 officieren en manschappen aan doden en gewonden. De strijd duurde, met pauzes, nog tot 19 augustus, ook aan andere delen van het Koebanfront. Maar weer geen doorbraak.

## Zeeoorlog rond het bruggenhoofd
De Russische Zwarte Zeevloot was een relatief krachtige vloot, in 1941 voornamelijk gebaseerd in Nikolayev (Oekraïne) en Sebastopol (Krim). Met de inname door de Duitsers van vrijwel alle havens tot en met Novorossiejsk, bleven alleen enkele Georgische havens over, zoals Poti. De beperkte reparatiemogelijkheden hier beperkten de operationele capaciteiten van de Zwarte Zeevloot aanmerkelijk.
In 1943 bestond de Zwarte Zeevloot uit het slagschip Sevastopol, de 4 kruisers Molotov en Voroshilov (beide Kirovklasse) en Krasniy Krim en Krasniy Kavkaz, de flottieljeleider Kharkov, 5 moderne en 3 oude torpedobootjagers en 29 onderzeeërs.
De Koninklijke Roemeense marine bestond uit 4 torpedobootjagers, 12 torpedoboten en 8 onderzeeërs.
De Italiaanse Marine had 6 minionderzeeërs en een flottielje MTB’s in actie.

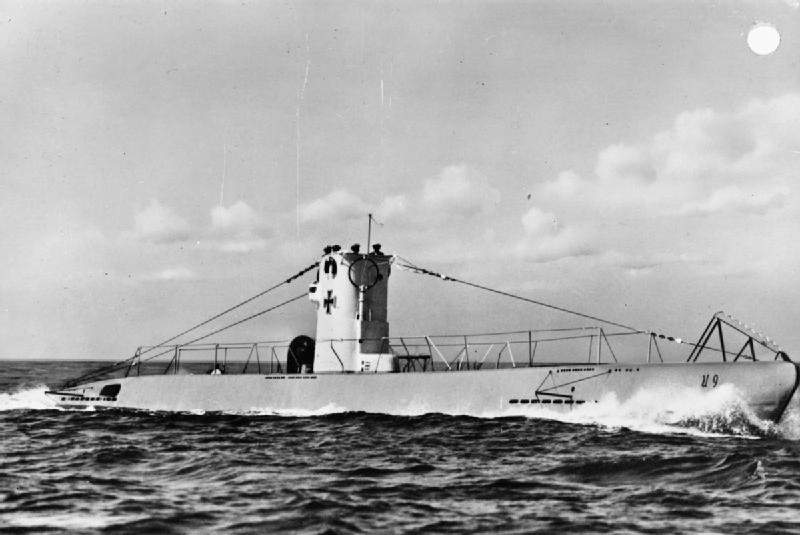
De U-9, een van de zes boten van het 30e U-bootflottielje, op een oudere foto

Duitsland bracht via spoorweg en Donau 6 Type IIB U-boten van het 30e U-boot Flottielje, 10 S-boten (Schnellboote) en 23 R-boten (Räumboote) naar de Zwarte Zee, naast enkele honderden middelgrote en kleinere vaartuigen, zoals ook een aantal Marinefährprähme (soort veerboten/landingsvaartuigen).
De marineacties rond de noordzijde van het bruggenhoofd (Zee van Azov) waren minimaal, aangezien daar geen Russische schepen van betekenis aanwezig waren. Alleen tijdens de evacuatie van het bruggenhoofd, vonden enkele kleine landingen plaats door kleine vaartuigen.
Aan de Zwarte Zee zijde van het bruggenhoofd, werd de grootste activiteit ontplooid door S-boten, MTB’s en torpedoboten van beide zijden. Vaak ’s nachts. Ook de onderzeeboten waren actief. De grotere Russische schepen namen voornamelijk deel aan enkele kustbombardementen en aan raids.
Op 7 juli werd de Russische onderzeeboot M-31 door de Roemeense torpedobootjager Mărășești met dieptebommen tot zinken gebracht.
Een van de belangrijkste acties was de landing bij Ozereyka. Deze hele operatie stond onder bevel van de Zwarte Zeevlootcommandant, viceadmiraal Oktyabrsky. De vloot zorgde voor de ondersteunende schepen (kruisers Krasniy Krim en Krasniy Kavkaz, flottieljeleider Kharkov, de torpedobootjagers Besposhchadnyi en Soobrazitelniy), kleinere schepen, de troepenschepen en de Bolinders voor de tanks, met in totaal 44 gevechtsschepen. Deze landing werd echter een complete mislukking en viceadmiraal Oktyabrsky zag zich gedwongen de actie voortijdig af te breken.
Op 9 september werden een kleine 4000 soldaten en mariniers geland in de haven van Novorossiejsk, door 3 landings- en 3 beschermingsdetachementen van de vloot, totaal zo’n 150 kleinere schepen. De volgende nacht werd een 2e echelon van 3000 man geland. Dit was het begin van de Novorossiejsk-Tamanoperatie.
Tijdens de opmars richting Kertsj, probeerden de Russen regelmatig de terugtrekkende Duitsers te omsingelen door middel van landingen op de kust. In de regio Blagovetschenskoye en het Meer van Solyonoye vonden landingen plaats door 3 landingsgroepen met 3 mijnenvegers, 11 patrouille- en 9 torpedoboten en 30 landingsboten. De meeste van de meer dan 4000 man die landden waren van de 83e Onafhankelijke Marinebrigade.
De totale evacuatie per schip over de Straat van Kertsj ondervond nauwelijks hinder van activiteiten van de Zwarte Zeevloot.
Op 5 en 6 oktober lanceerde de Zwarte Zeevloot een raid van flottieljeleider Kharkov met de torpedobootjagers Besposhchadnyi en Sposobnyi langs de kust van de Krim, om Duitse schepen terugkerend van Koeban aan te vallen en de havens van Feodosia en Yalta te bombarderen. In de nacht vielen al drie S-boten aan, maar deze aanval werd afgeslagen. Maar de volgende ochtend werden in meerdere luchtaanvallen alle drie de schepen door Stuka’s tot zinken gebracht. Stalin was hierdoor zo ontstemd, dat hij beval alle grote schepen in reserve te plaatsen, alleen nog in te zetten na zijn autorisatie.

## Luchtoorlogvoering boven het bruggenhoofd
Wie waren de strijdende partijen hier?
Aan de Russische zijde de VVS (Vojenno-Vozdoesjnyje Sily = luchtmacht), die met 2 luchtlegers, het 4e en 5e, met de langeafstandsluchtmacht (ADD) en met de vliegdienst van de Zwarte Zeevloot aan de strijd deelnam.
Aan Duitse zijde de Luftwaffe, die met (delen van) Luftflotte 4 (die verantwoordelijk was voor het luchtruim boven Legergroepen Zuid en A) in actie kwam. Fliegerkorps I was hier meest verantwoordelijk.
Beide partijen hadden een veelvoud aan typen vliegtuigen in gebruik in dit gebied.
Bij de Russen waren intussen veel nieuwe typen in dienst gekomen. Jachtvliegtuigen waren de Yakovlev Yak-9, Lavochkin La-5, de Amerikaanse Bell P-39 "Airacobra" en de Engelse Supermarine Spitfire Mk Vb. Standaard bommenwerper was de Petlyakov Pe-2, met voor de lange afstand de Ilyushin Il-4. En natuurlijk het fameuze grondaanvalsvliegtuig; de Ilyushin Il-2 "Sturmovik".
De Duitsers (ook ondersteund door enkele Slovaakse en Roemeense verbanden) vlogen met de Messerschmitt Bf-109G en de Focke-Wulf Fw-190A als jagers, en de Heinkel He-111 en Junkers Ju-88 als bommenwerpers. Grondsteun werd verleend met de oude Junkers Ju-87 "Stuka" en de Henschel Hs-129. Voor transporten werd gebruik gemaakt van de Junkers Ju-52/3m en de Focke-Wulf Fw-200.
De strijd in de lucht volgde grotendeels de meest actieve delen van de grondoorlog.
1. Bevoorrading over de Straat van Kertsj
Doordat de aanvoerroutes over land via Rostov sinds begin februari afgesloten waren, had het 17e leger een probleem. De Straat van Kertsj was nog bevroren en de enige mogelijkheid tot bevoorrading was nu door de lucht. Een vijftal Duitse Transportgruppen werden verzameld, de KGr z.b.V. 9, 50, 102, 172 en 500, elk bestaande uit 40-45 machines. Gemiddeld werd 182 ton ingevlogen per dag. Tegelijkertijd werden gewonden afgevoerd. Maar ook de Duitse 46e en 198e infanteriedivisies werden uit het bruggenhoofd weggehaald met deze vluchten. Na 50 dagen, eind maart, was het ijs gesmolten, de transportvluchten werden gestaakt en de veerdienst over de Straat van Kertsj nam het over.
2. Luchtslag boven Malaya Zemlya
Op 17 april startte Operatie Neptunus, om het Russische bruggenhoofd rond Myshako te vernietigen. De grondaanval werd ondersteund door een grote luchtaanval van Stuka’s, bommenwerpers en andere grondaanvalsvliegtuigen. Die dag voerde Fliegerkorps I totaal 1560 vluchten uit boven het Koebanbruggenhoofd, wat mogelijk was, aangezien de Duitsers rond 50% van hun luchtsterkte aan het Oostfront daar geconcentreerd hadden. De Russen kwamen die dag niet verder dan 538 vluchten. Maar al snel schaalde de VVS op en het kwam die dagen tot grote luchtgevechten, waarbij honderden vliegtuigen elkaar bevochten op een relatief klein oppervlak. De Russische jachtvliegtuigen claimden 182 Luftwaffe vliegtuigen in deze week, maar beide zijden leden sterke verliezen.
3. Luchtslag boven Krymskaya
Van 28 april tot 10 mei volgde de volgende luchtslag boven het slagveld van Krymskaya. Ter ondersteuning dropten ADD bommenwerpers 210 ton bommen op de Duitse posities en het 4e luchtleger ondersteunde met 1268 luchten op de eerste dag. VVS had een duidelijk luchtoverwicht. Maar de Luftwaffe sloeg terug, bracht alles wat ze hadden naar voren en brachten de Russen zware verliezen toe. Maar pas op het einde van deze periode hadden de Duitsers het luchtoverwicht terug.

4. Luchtslag boven Kyevskoye en Moldovanskoye

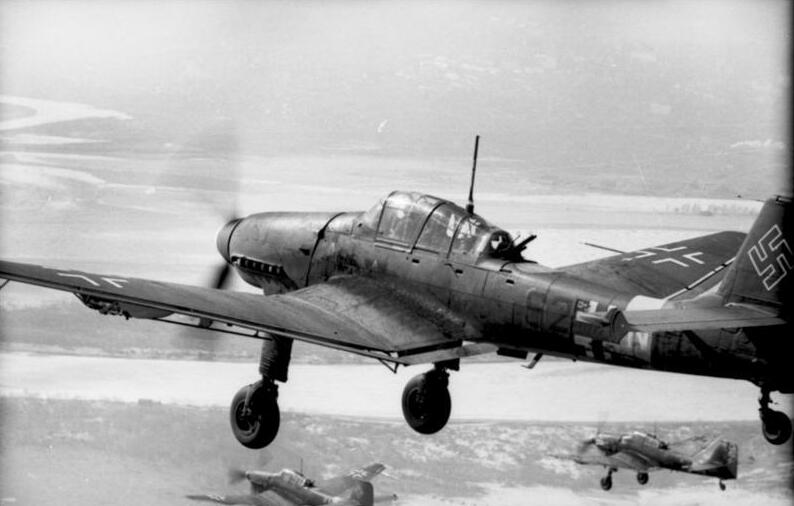
De Junkers Ju-87 Stuka, veel gebruikt boven de Koeban

Bij de volgende grondaanval van de Russen ontspon zich opnieuw een luchtslag. Deze liep van 26 mei tot 7 juni. VVS startte met een aanval met 338 vliegtuigen, maar de Duitsers reageerden met 1500 vluchten op de eerste ochtend, met nog eens 600 ’s middags. De Duitsers claimden dat ze 350 vliegtuigen op deze eerste dag neerhaalden. Maar aan beide zijden waren de verliezen hoog, zodat de Luftwaffe zich rond 7 juni actief terugtrok. Beide zijden zetten met Sturmovik’s, Ju-87G’s en Hs-129’s zeer doeltreffend antitankvliegtuigen in boven het slagveld.
Na 7 juni nam de intensiteit van luchtoperaties boven Koeban sterk af. De Duitsers verplaatsten het merendeel van hun vliegtuigen naar het noorden, ter ondersteuning van de Slag om Koersk.
De Russen claimden 1100 Duitse vliegtuigen neergeschoten te hebben, en de Duitsers claimden 2280 Russische. Beide zijden hadden natuurlijk zeer sterk overdreven.
Maar er was iets veranderd. Het luchtoverwicht aan het Oostfront was na 2 jaar niet meer logischerwijze in handen van de Luftwaffe. De VVS was gegroeid, had modernere vliegtuigen gekregen en betere tactieken. Maar vooral: zelfvertrouwen. Dat was de belangrijkste uitkomst van de Koebanluchtslagen.

## Planning van de terugtrekking uit het bruggenhoofd, Operations Kriemhild en Brunhild
Op 3 augustus startte het Russische zomeroffensief tegen de noordvleugel van Legergroep Zuid. En op 18 augustus breidde het offensief zich uit naar het Mioesfront. Het Duitse 6e leger werd doorbroken en de Russische troepen trokken met grote snelheid westwaarts. De Duitse vrees was dat binnen korte tijd de Krim afgesloten zou worden aan de noordkant, waardoor de positie van Legergroep A, met name in het Koebanbruggenhoofd, onhoudbaar zou worden.
Hitler nam al een principebesluit op 23 augustus voor de ontruiming van het bruggenhoofd, maar pas na besprekingen met de Roemeense leider Antonescu viel een definitief besluit of 3 september. De ontruiming zou op 7 september beginnen.
Al snel na de vorming van het Koebanbruggenhoofd hadden Legergroep A en het 17e leger een aantal studies laten uitvoeren voor een mogelijke ontruiming. Operatie Kriemhild was een systematische ontruiming, waarbij letterlijk alles geëvacueerd kon worden. Hiervoor was 10-12 weken uitgetrokken. Operatie Brunhild was de kortere variant. Hier was een tijd van 6 weken voorzien. Pas op 8 september werd er een definitieve beslissing genomen: het werd Operatie Brunhild.
Deze ontruiming zou in 3 fasen uitgevoerd worden:
1. Verdediging in de grote Gotenstellung (=Gotische Linie) tot alle (Wehrmacht)materiaal plus niet benodigd personeel en civiele bevolking weggetransporteerd waren. En de achterwaartse verdedigingslinies klaar waren. Ongeveer 7 dagen.
2. Sprongsgewijs teruggaan naar de kleine Gotenstellung. Ongeveer 14-17 dagen.
3. Verdediging in kleine Gotenstellung tot alle resterende Wehrmachtsgoederen en vrijgekomen troepenonderdelen weggetransporteerd waren. Vervolgens snelle terugtocht uit het schiereiland Taman en sprong over de Straat van Kertsj. Ongeveer 14 dagen.

Als achterwaartse stellingen tussen de grote en kleine Gotenstellung waren er 8, door de Duitsers “Riegels” genoemd, ingericht. Tussen de kleine Gotenstellung en de Straat van Kertsj bevonden zich nog eens 8 stellingen; de Wiener, Bukarester, Berliner Vor-, Berliner, Münchener, Breslauer, Ulmer en Stuttgarter Stellung.

## Russische aanval op Novorossiejsk: september 1943
De Russen hadden eind augustus genoeg aanwijzingen dat de Duitsers zich zouden gaan terugtrekken. En ze besloten het initiatief te nemen. Het 18e leger zou in en rondom Novorossiesjk met een aanval starten. Deze aanval zou bestaan uit drie delen. Een landing direct in de haven van Novorossiejsk door de 255e Marine-infanteriebrigade, het 290e NKVD Regiment, het 1339e infanterieregiment en wat kleinere eenheden, in totaal 6480 man, waarvan 4000 mariniers. Op links over land zou er een uitbraak volgen uit het Myschakobruggenhoofd met de 83e Marine-infanteriebrigade en de 8e garde-infanteriebrigade, en op rechts langs de kust de 318e infanteriedivisie. De operatie startte op 10 september met de landing in de haven. De Duitsers waren verrast, maar reageerden adequaat. Het grootste deel van de aanvallers werd vernietigd. Maar typisch Russisch, de overlevenden hielden taai stand. Beide partijen brachten versterkingen in. De aanval vanuit Myschako was niet succesvol, maar op rechts rukten de grondtroepen gestaag op door de buitenwijken van Novorossiejsk. En langzamerhand, na enkele dagen van harde gevechten, met zware verliezen aan beide zijden, was het tijd voor de terugtocht. Operatie Brunhild werd ingezet in de nacht van 15 op 16 september. Het Ve korps en XXXXIVe korps begonnen met terugtrekkingen, op 18 september gevolgd door het XXXXIXe bergkorps. De Russische succes had niet de terugtocht uit het Koebanbruggenhoofd veroorzaakt, maar zeker wel versneld. Voor de Russen was dit het begin van de Novorossiesjk-Tamanoperatie van het Noord-Kaukasische Front.

## Gecontroleerde terugtrekking naar de Straat van Kertsj: september en oktober 1943

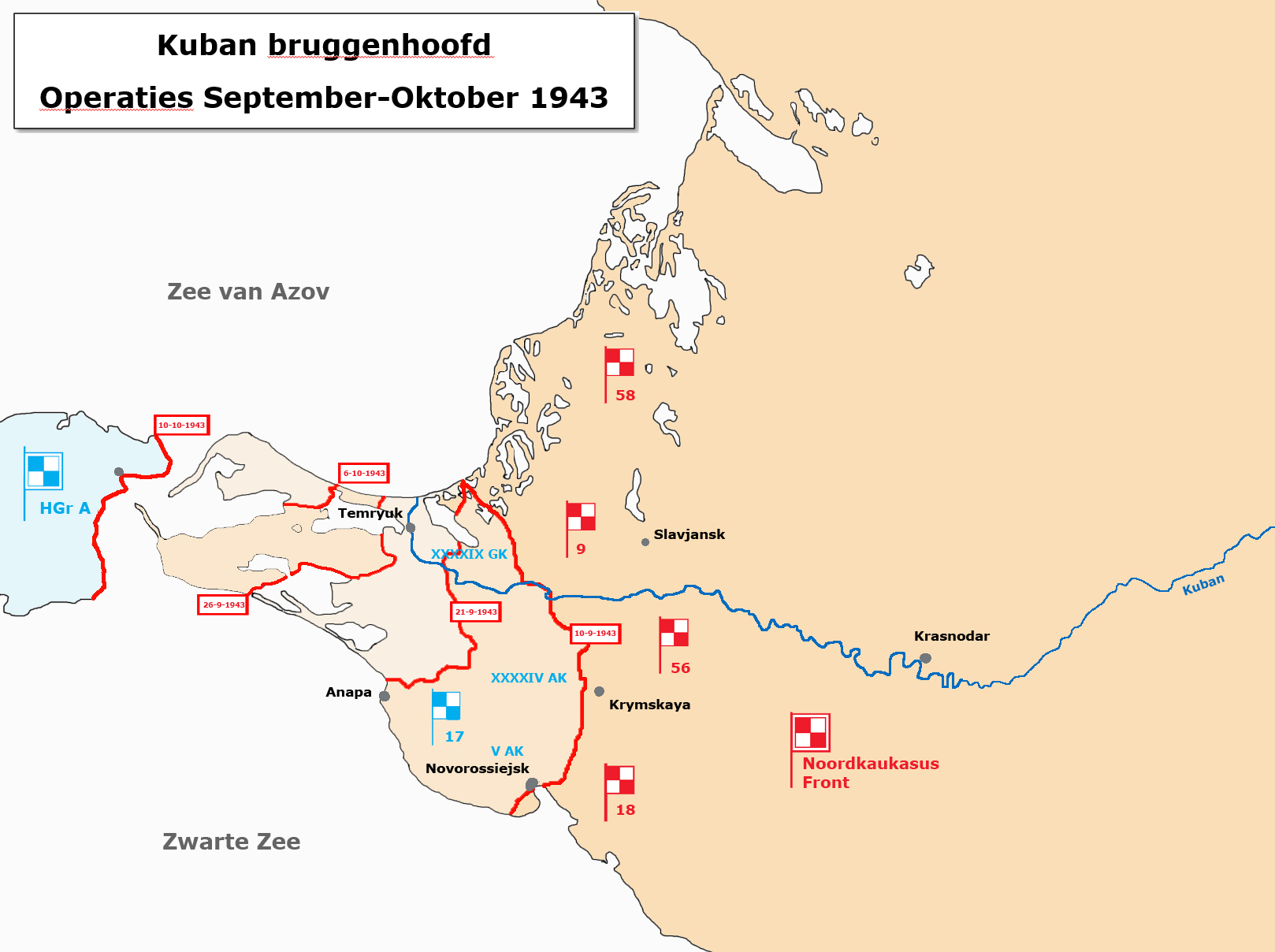
Frontlinies in Koebanbruggenhoofd van september en oktober 1943

Voor de Novorossiesjk-Taman Operatie had het Noord-Kaukasische Front 3 legers beschikbaar. Het 18e, 56e en 9e leger. Met in totaal 21 infanterie- en bergdivisies, 5 brigades, 2 tankbrigades plus vele kleinere eenheden. Hier tegenover stond het Duitse 17e leger, met in het bruggenhoofd 9 Duitse en 6 Roemeense divisies. Dit was een mix van infanterie-, berg- en cavaleriedivisies.
Terwijl het 18e leger aanviel in en rondom Novorossiesjk, ging het 9e leger in de aanval op 12 september rond Keslerovo en het 56e leger startte op 16 september tegen het middengedeelte van de Gotenstellung. Met de terugtrekking op resp. 16 en 18 september gingen de Duitsers terug op de achtereenvolgende stellingen. De Russen vielen fanatiek aan en dat maakte de terugtocht lastig en deze kwam ook enkele malen in kritieke fasen. Onder andere omdat de Russen ook aan beide kusten verschillende landingen uitvoerden om de terugtocht af te snijden. Die werden allen echter geneutraliseerd. Maar al met al verliep de terugtrekking redelijk gecontroleerd. Elke stelling werd één of enkele dagen vastgehouden, voor er weer een sprong naar achteren plaatsvond. Op 25/26 september werd de kleine Gotenstellung bereikt. Doordat het front steeds korter werd, konden ook steeds meer troepen uit de linie gehaald en alvast geëvacueerd worden. In de kleine Gotenstellung was het directe bevel in handen van het XXXXIXe bergkorps, met nog 5 Duitse en 1 Roemeense divisie in de frontlinie. Ook de Russen hadden intussen 1 legerstaf en 8 divisies uit het front genomen.

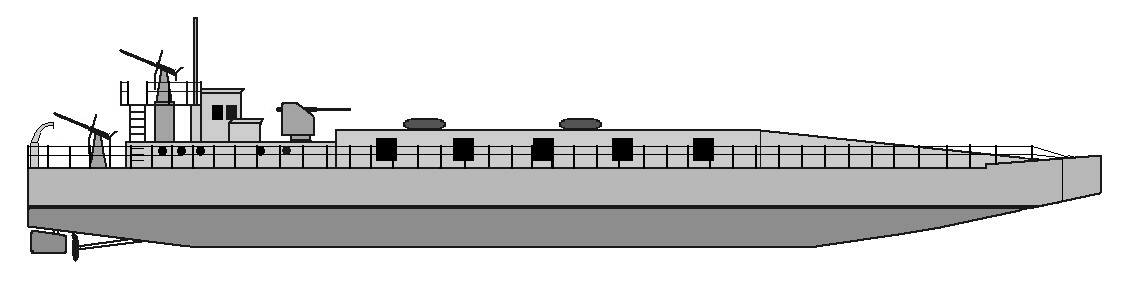
Tekening van een Marinefährprahm zoals in gebruik in de Straat van Kertsj

De evacuatie via de Straat van Kertsj werd op typisch Duitse wijze gestructureerd doorgevoerd. Een vloot Marinefährprähme, veerboten (Siebelfähren), landingsboten en vele kleinere schepen voeren voortdurend heen en weer over de 4 km brede zeestraat. Ook een zeekabelbaan, die in 1943 tot stand was gekomen, droeg bij. Een combinatie van weg- en spoorbrug was in aanbpuw, maar werd kort voor de voltooiing verwoest in oktober 1943.
Na enkele dagen van voorbereiding, vielen de Russen op 29 en 30 september weer krachtig aan, maar werden bloedig teruggeslagen. Zo zelfs, dat ze op 1 oktober geen enkele activiteit toonden. Na meer dan een week in de kleine Gotenstellung, was het tijd voor de sprongsgewijze resterende terugtocht. In de nacht naar 2 oktober zetten de Duitse tropen zich af naar de volgende “Riegel”. Ook nu werd elke Riegel één of enkele dagen vastgehouden, zodat andere tropen in staat waren de achterliggende Riegel alvast te bezetten. En intussen ging de evacuatie gestaag door. De Russen drukten voortdurend, maar maakten geen echte vuist. Op 9 oktober, om 01.00 uur, verliet het laatste Duitse schip het schiereiland Taman. Daarmee was de terugtocht en evacuatie, Operatie Brunhild, ten einde.
Tijdens deze laatste evacuatie in september en oktober werden 239.699 soldaten, 16.311 gewonden, 27.456 burgers (bijna de hele Russische bevolking van Novorossiesjk die in staat was om te werken), 115.477 ton goederen (met inbegrip van munitie), 21.230 motorvoertuigen, 74 Sturmgeschützen en tanks, 1815 kanonnen, 109 locomotieven en 1150 wagons en 74.657 paarden naar de Krim overgezet. De Luftwaffe vervoerde ook nog eens 15.661 mensen. Deze evacuatie was daarmee een van de weinige terugtochtoperaties van de Duitse Wehrmacht, waarbij niet alle troepen en het hele zware materieel verloren gingen.

## Slagorden
| 17e Duitse leger | | |
| --- | --- | --- |
| 1 januari 1943 | 9 april 1943 | 5 september 1943 |
| XXXXIXe korps: - 46e infanteriedivisie - 1e bergdivisie - 4e bergdivisie XXXXIVe korps: - 101e jägerdivisie - 198e infanteriedivisie Korps Förster: - Slovaakse Snelle divisie - 125e infanteriedivisie Korps Wetzel (V): - 9e infanteriedivisie - 73e infanteriedivisie - 3e Roemeense bergdivisie - 10e Roemeense infanteriedivisie Roemeense cavaleriekorps: - 6e Roemeense cavaleriedivisie - 9e Roemeense cavaleriedivisie - 19e Roemeense infanteriedivisie Direct ter beschikking: - 97e jägerdivisie | XXXXIXe korps: - 50e infanteriedivisie - 370e infanteriedivisie XXXXIVe korps: - 101e jägerdivisie - 97e jägerdivisie - 9e infanteriedivisie - 19e Roemeense infanteriedivisie - 3e Roemeense bergdivisie Korps Wetzel (V): - 73e infanteriedivisie - 125 e infanteriedivisie - 4e bergdivisie - 10e Roemeense divisie Roemeense cavaleriekorps: - 6e Roemeense cavaleriedivisie - 9 e Roemeense cavaleriedivisie Direct ter beschikking: - 13e Panzerdivisie | XXXXIXe korps: - 101e jägerdivisie - 50e infanteriedivisie - 370e infanteriedivisie XXXXIVe korps: - 79e infanteriedivisie - 97e jägerdivisie - 98e infanteriedivisie - 125e infanteriedivisie - 10e Roemeense infanteriedivisie Ve korps: - 9e infanteriedivisie - 73e infanteriedivisie - 4e bergdivisie - 1e Roemeense bergdivisie - 4e Roemeense bergdivisie Roemeense cavaleriekorps: - 19e Roemeense infanteriedivisie - 9e Roemeense cavaleriedivisie |

| Russische Noord-Kaukasische Front | Russische Noord-Kaukasische Front | Russische Noord-Kaukasische Front                                |
| --- | --- | ---------------------------------------------------------------- |
| 15 september 1943 | |                                                                  |
| 18e leger | 56e leger | 9e leger                                                         |
| 89e divisie 176e divisie 318e divisie 414e divisie 55e gardedivisie 9e bergdivisie XXe landingskorps - 8e gardebrigade - 107e brigade - 81e marinebrigade - 83e marinebrigade - 255e marinebrigade - 5e gardetankbrigade | 317e divisie 339e divisie 351e divisie 383e divisie 395e divisie 2e gardedivisie 32e gardedivisie 20e bergdivisie 242e bergdivisie 83e bergdivisie 63e tankbrigade | 227e divisie 276e divisie 304e divisie 316e divisie 389e divisie |

## In de literatuur en kunst
Het Koebanbruggenhoofd was de setting voor de film Cross of Iron (1977), gebaseerd op de roman Das Geduldige Fleisch van Willi Heinrich.